# Embraer EMB 110
Die Embraer EMB 110 Bandeirante ist ein zweimotoriges Turbopropflugzeug des brasilianischen Flugzeugbauers Embraer. Es wurde für den Regionalverkehr entwickelt und verfügt nicht über eine Druckkabine.

## Geschichte
Die Entwicklung der Maschine begann 1965 unter der Projektbezeichnung IPD-6504 unter der Leitung von Major Ozires Silva mit Unterstützung durch den französischen Flugzeugkonstrukteur Max Holste am IPD (Instituto de Pesquisa e Desenvolvimento). Der Erstflug der noch als YC-95 bezeichneten Maschine und als Kleintransportflugzeug für das Militär vorgesehenen Maschine fand am 22. Oktober 1968 statt. Die erste Serienmaschine der Passagierversion flog im Jahr 1972 zum ersten Mal. Der erste zivile Auftrag kam von Transbrasil und umfasste sechs Flugzeuge. Der erste ausländische Zivilauftrag wurde erst 1977 von der französischen Air Littoral erteilt, welche die Version EMB 110P2 mit 21 Sitzen bestellte. Im August 1978 wurde schließlich auch die US-amerikanische Musterzulassung erteilt.
Bis zum Ende der Produktion im Mai 1990 wurden etwa 500 Exemplare der Bandeirante in verschiedenen Varianten gebaut. Viele der Flugzeuge sind noch heute im Einsatz, vor allem in Brasilien, Ozeanien und Kanada.

## Versionen
- YC-95 oder EMB 100 – Prototyp
- EMB 110 – Militärtransporterversion
- C-95 – Militärtransporterversion für die Força Aérea Brasileira (Brasilianische Luftstreitkräfte)
- EMB 110A – Funkkalibrationsversion
- E-95 – Funkkalibrationsversion für die Força Aérea Brasileira
- EC-95B – Funkkalibrationsversion für die Força Aérea Brasileira
- EMB 110B – Überwachungsflugzeug
- R-95 – Überwachungsflugzeugversion für die Força Aérea Brasileira
- EMB 110CN – drei Marineflugzeuge für die chilenische Marine
- EMB 110C – erste kommerzielle Version für 15-Passagiere
- EMB 111A oder P-95 – Seeüberwachungsversion für die Força Aérea Brasileira. Einige wurden nach dem Falklandkrieg von Argentinien geleast.
- P-95B –
- EMB 111AN – sechs Seeüberwachungsflugzeuge für die chilenische Marine
- EMB 110E
- EMB 110E(J) – siebensitzige VIP-Transportversion
- EMB 110K1 – Frachttransportversion
- C-95A – Frachtversion für die Força Aérea Brasileira
- EMB 110P – Regionalflugzeugversion
- EMB 110P1 – Fracht-/Passagierversion
- C-95B – Fracht-/Passagierversion für die Força Aérea Brasileira
- EMB 110P1 SAR – SAR-Version
- EMB 110P/A – 18-sitzige Passagierversion für den Export
- EMB 110P1/A – gemischte Fracht-/Passagierversion mit großer Frachttür

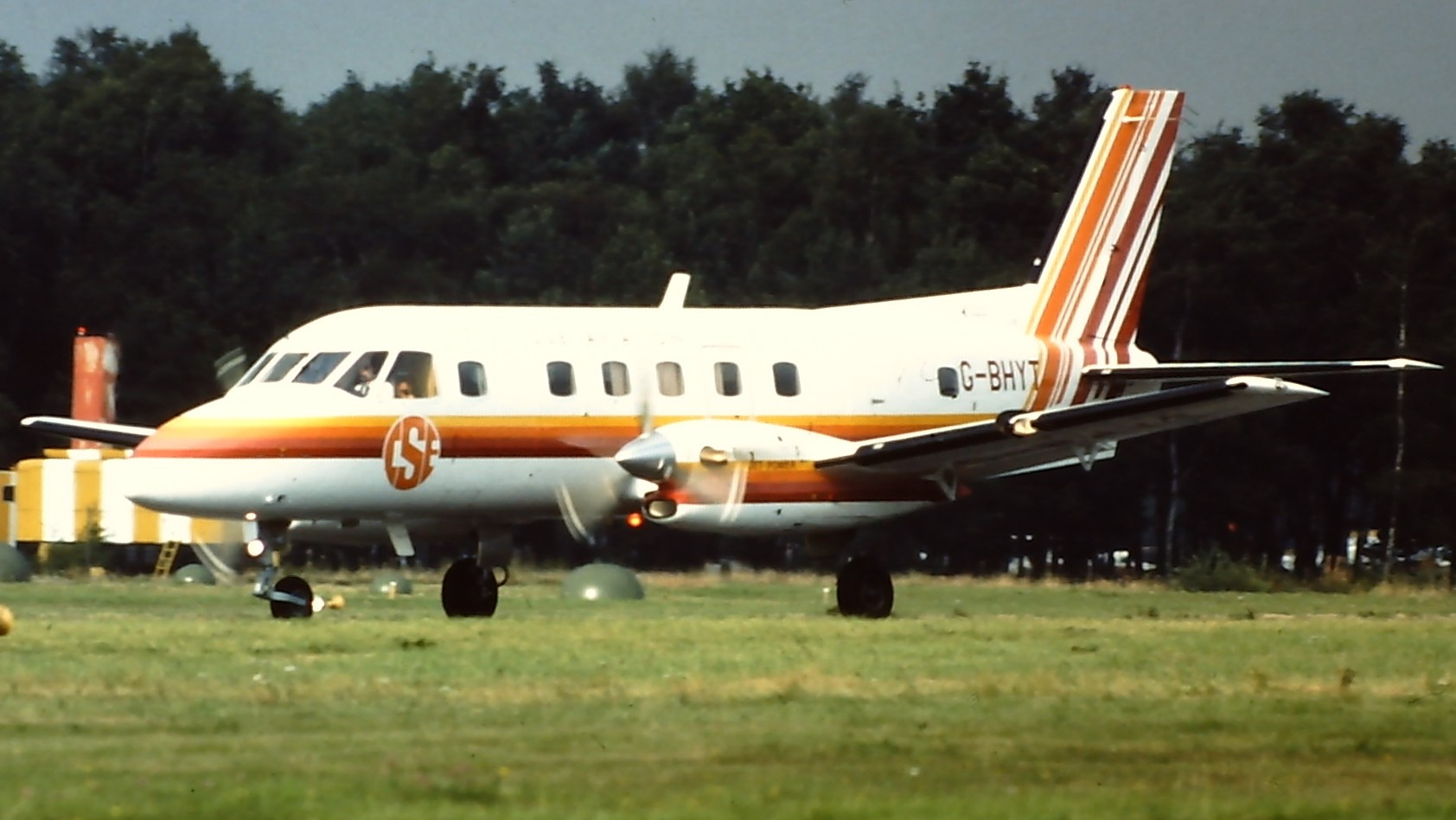
Eine Embraer EMB 110P2 der CSE Aviation

- EMB 110P1/41 – Fracht-/Passagierversion mit erhöhter Startmasse von 5900 kg
- EMB 110P1K/110K – Militärversion
- C-95C – Version der EMB 110P2 für die Força Aérea Brasileira
- EMB 110P2
- EMB 110P2/A – modifizierte Regionalflugzeugversion mit bis zu 21 Sitzen
- EMB 110P2/41 – 21-sitzige Version mit erhöhter Startmasse von 5900 kg
- EMB 110S1 – geophysikalische Überwachungsversion
- SC-95 – SAR-Version für die Força Aérea Brasileira
- XC-95 – meteorologische Forschungsversion für die Força Aérea Brasileira

## Militärische Nutzer

### EMB 110
- Angola
- Brasilien
- Chile
- Gabun
- Guyana
- Kap Verde
- Kolumbien
- Senegal
- Uruguay (Fuerza Aérea Uruguaya)

### EMB 111
→ EMB 111

## Zwischenfälle
Vom Erstflug 1968 bis August 2023 kam es mit Embraer EMB 110 zu 99 Totalschäden. Bei 69 davon kamen 546 Menschen ums Leben. Beispiele:
- Am 27. Februar 1975 kam es an einer Embraer EMB 110C der brasilianischen Viação Aérea São Paulo (VASP) (Luftfahrzeugkennzeichen PP-SBE) kurz nach dem Start vom Flughafen São Paulo-Congonhas zu einem Triebwerksausfall. Der Kapitän flog eine Linkskurve, konnte jedoch die Höhe nicht halten. Kurze Zeit später kam es zum Kontrollverlust, die Maschine stürzte 1,5 Kilometer nordwestlich des Flughafens in eine Häuserreihe im Stadtgebiet von São Paulo und explodierte. Dabei kamen alle 15 Insassen der Embraer ums Leben. Die Ursache für den Triebwerksausfall konnte trotz intensiver Ermittlungen nicht festgestellt werden. Es handelte sich um den ersten Zwischenfall mit einer Embraer EMB 110 (siehe auch VASP-Flug 640).[3]

- Am 22. Januar 1976 verunglückte eine Embraer EMB 110 (Luftfahrzeugkennzeichen PT-TBD) der brasilianischen Transbrasil beim Start in Chapecó. Ein Kieselstein hatte einen Reifen perforiert, bei der anschließenden Bremsung blockierten die Räder, woraufhin die Maschine in einen Graben schlitterte und in Brand geriet. Bei dem Unfall starben sieben der neun Insassen (siehe auch Transbrasil-Flug 107).[4]

- Am 8. Februar 1979 verunfallte eine Embraer EMB 110C der Transportes Aéreos Regionais (PT-SBB) auf dem Weg vom Flughafen Bauru nach São Paulo-Congonhas. Kurz nach dem Start streifte die Maschine Bäume und zerschellte. Alle 18 Insassen starben.[5][6]

- Am 2. September 1981 stürzte eine Embraer EMB 110P1 der kolumbianischen Taxi Aéreo El Venado (HK-2651) kurz nach dem Start vom Flughafen von Paipa (Kolumbien) ab. Die Maschine war um eine Tonne überladen, also mit rund 150 % der zulässigen Zuladung. Sie konnte nach dem Abheben nicht genug Höhe gewinnen und kurvte drei Kilometer lang um Bäume und Gebäude herum. In einer Linkskurve kam es dann zu einem Strömungsabriss, nach dem das Flugzeug etwa 100 Meter auf einem Hügel entlang rutschte, wobei es zerbrach und Feuer fing. Von den 21 Insassen wurden 20 getötet, alle drei Besatzungsmitglieder und 17 Passagiere.[7]

- Am 7. Oktober 1983 zerschellte eine Embraer EMB 110C der TAM Airlines (PP-SBH), von Campo Grande kommend, kurz vor der Landebahn von Araçatuba, nachdem sie diese schon zwei Mal verfehlt hatte. Sieben der 15  Insassen starben.[8]

- Am 19. November 1984 flog eine Embraer EMB 110P1 der britischen Euroair (UK) (G-HGGS) auf einem Postflug von Inverness nach Edinburgh neun Kilometer südlich des Flughafens Inverness in einen rund 500 Meter hohen Hügel. Vier Minuten nach dem Start wurde die Maschine unterhalb der Wolkenbasis bei einer vorgeschriebenen Mindesthöhe von 1500 Meter ins Gelände geflogen, zerbrach und brannte aus. Der Pilot, einziger Insasse, kam ums Leben.[9]

- Am 6. Dezember 1984 brach eine Embraer EMB 110P1 (N96PB) der US-amerikanischen Provincetown-Boston Airlines kurz nach dem Start vom Flughafen Jacksonville auseinander und stürzte zu Boden. Bei dem Absturz kamen alle 13 Insassen der Maschine ums Leben. Es wurde ein Strukturversagen im Bereich der Höhenruder festgestellt.[10]

- Am 23. Juni 1985 verursachte bei einem Triebwerk einer Embraer EMB-110P Bandeirante der TABA - Transportes Aéreos da Bacia Amazônica mit dem Luftfahrzeugkennzeichen PT-GJN  eine defekte Kraftstoffeinspritzdüse einen Lötlampeneffekt, der den Schaufelring der Verdichterturbine beschädigte und zu thermischer Ermüdung und zum Verlust einer der Turbinenschaufeln führte. Das daraus resultierende Ungleichgewicht führte zu einer Unterbrechung der Kraftstoffrückführung im Bypass der Startsteuerung. Der Motor wurde abgestellt und es wurde versucht, auf einer nahegelegenen Landebahn notzulanden. Es kam jedoch zu einem Strömungsabriss, die Maschine stürzte 1 km vor der Landebahn ab. Alle 17 Insassen kamen ums Leben. Das Flugzeug startete auf dem Juara Airport im brasilianischen Bundesstaat Mato Grosso; Cuiabá war Zielort.[11]

- Am 1. März 1988 zerbrach eine Embraer EMB 110P1 (ZS-LGP), welche die südafrikanische Comair Limited (ZS-LGP) von der Bop Air geleast hatte, nach einer Bombenexplosion auf dem Flug von Phalaborwa nach Johannesburg wenige Minuten vor der Landung in der Luft. Dabei kamen alle 17 Personen an Bord ums Leben. Ein Passagier, der kurz zuvor eine hohe Lebensversicherung abgeschlossen hatte, war vermutlich der Täter[12] (siehe auch Comair-Limited-Flug 206).

- Am 20. September 1990 stieg eine EMB 110P1 (PT-FAW) der Regierung des brasilianischen Bundesstaats Pernambuco kurz nach dem Start steil in die Luft und neigte sich nach rechts. Kurz darauf beobachteten Augenzeugen, wie die Maschine im Sturzflug ins Meer stürzte. Bei dem Unfall starben alle 12 Personen an Bord der Maschine. Bei der Unfalluntersuchung wurde angenommen, dass die Besatzung aufgrund der Hektik vor dem Start die Checklisten nicht sauber abgearbeitet hatte, wodurch die Maschine mit einer falschen Startkonfiguration in die Luft stieg. Die Ermittler stellten zudem fest, dass beide Piloten über sehr wenig Flugerfahrung mit der Embraer EMB 110 verfügten. Zudem hatten sie vor dem Unfall länger nicht mehr in einer Maschine dieses Typs gesessen (siehe auch Flugunfall bei Fernando de Noronha 1990).[13]

- Am 11. November 1991 kam es an einer Embraer EMB 110P1 der brasilianischen Nordeste Linhas Aéreas (PT-SCU) beim nächtlichen Startlauf auf dem Flughafen Recife zu einem uneingedämmten Triebwerkschaden, bei dem das Triebwerk in Brand geriet. Anstatt den Start abzubrechen, setzte der Kapitän diesen fort. Nach dem Abheben lösten sich brennende Triebwerksteile von der Maschine und fielen zu Boden. Kurze Zeit später kam es zum Kontrollverlust, die Maschine stürzte 500 Meter nordöstlich vom Flughafen auf einen öffentlichen Platz im Stadtgebiet von Recife und explodierte. Dabei kamen alle 15 Insassen der Embraer und 2 Personen am Boden ums Leben. Als Unfallursachen wurden Wartungsfehler und eine mangelhafte Pilotenausbildung durch die Fluggesellschaft festgestellt (siehe auch Nordeste-Linhas-Aéreas-Flug 115).[14]

- Am 19. Juli 1994 explodierte eine Embraer EMB 110P1 der panamaischen Alas Chiricanas (HP-1202AC), mit der ein Flug von Colón nach Panama-Stadt durchgeführt werden sollte, kurz nach dem Start. Beim Absturz kamen alle 21 Insassen ums Leben. Panamaische und US-amerikanische Ermittler kamen zu dem Schluss, dass das Flugzeug von einer Bombe zerstört worden war, die ein Selbstmordattentäter mit an Bord gebracht hatte. Der Anschlag soll demnach 12 jüdischen Geschäftsleuten gegolten haben, die sich an Bord der Maschine befunden hatten.[15]

- Am 29. Juli 1998 befand sich eine Embraer EMB 110P1 der brasilianischen Selva Taxi Aéreo (PT-LGN) auf einem Regionalflug von Manaus nach Tefé im brasilianischen Amazonasgebiet. Die Maschine war um 852 Kilogramm überladen, es befanden sich 25 statt der zulässigen 19 Passagiere an Bord. Als im Flug ein Triebwerks ausfiel, kehrten die Piloten um. Da die überladene Maschine zu sinken begann, wurde Gepäck von Passagieren zur Reduktion des Gewichts über Bord geworfen. Der Sinkflug konnte dennoch nicht aufgehalten werden, und die Maschine musste im Manacapuru-Fluss notwassern. Von den 27 Menschen an Bord starben 12 (siehe auch Flugunfall der Selva Taxi Aéreo).[16]

- Am 24. Juli 1999 verunglückte eine Embraer EMB 110P1 der Air Fiji (Kennzeichen DQ-AFN) mit 15 Passagieren und zwei Mann Besatzung unterwegs von Nausori nach Flughafen Nadi. Das Flugzeug wurde später auf einem Bergrücken in der Nähe der Ortschaft Delailasakau gefunden. Niemand überlebte das Unglück. Die Untersuchungen ergaben, dass der Kapitän zu wenig Ruhezeit vor dem Flug hatte und alkoholisiert war. Zusätzlich wurde im Blut des Kapitäns Werte von Antihistaminika festgestellt, die das übliche therapeutische Maß überstiegen (siehe auch Air-Fiji-Flug 121).[17]

- Am 7. Februar 2009 wurde mit einer Embraer EMB 110P1 der brasilianischen Manaus Aerotáxi (PT-SEA) ein Regionalflug von Coari nach Manaus im brasilianischen Amazonasgebiet durchgeführt. Die Maschine war um 744 Kilogramm überladen, es befanden sich 26 statt der zulässigen 19 Passagiere an Bord. Als im Flug ein Triebwerk ausfiel, begann die überladene Maschine zu sinken und musste schließlich im Manacapuru-Fluss notwassern. Von den 28 Menschen an Bord starben 24. Es handelt sich um den schwersten Unfall einer Embraer EMB110 (siehe auch Flugunfall der Manaus Aerotáxi 2009).[18]

- 29. Juni 2013: Eine EMB 110, betrieben von Batair Cargo (ZS-NVB), auf dem Weg vom Lanseria Airport in Johannesburg nach Lubumbashi in der Demokratische Republik Kongo, stürzte beim Versuch ab, in Francistown, Botswana, zu landen. Die Piloten hatten geplant, zu landen und aufzutanken, aber dichter Nebel auf dem Boden führte dazu, dass sie die Landebahn beim ersten Überflug verfehlten. Sie meldeten sich beim Kontrollturm, um mitzuteilen, dass sie einen zweiten Überflug machen würden, da sie dachten, die Landebahn zu sehen, was jedoch nicht geschah. Das Wrack wurde zwei Stunden später etwa 10 Kilometer vom Flughafen entfernt gefunden. Das Flugzeug stürzte ab. Beide Piloten, die einzigen Insassen auf dem Frachtflug, wurden getötet.[19][20]

- Am 16. September 2023 kam eine Embraer EMB 110 Bandeirante mit 12 Passagieren und 2 Besatzungsmitgliedern an Bord vom Flughafen Manaus kommend bei der Landung auf dem Barcelos Airport von der Startbahn ab. Alle 14 Insassen starben (siehe auch Flugunfall der Manaus Aerotáxi 2023).[21]

## Technische Daten
| Kenngröße             | Daten der EMB 110P2/41                                              |
| --------------------- | ------------------------------------------------------------------- |
| Besatzung             | 2                                                                   |
| Passagiere            | bis 21                                                              |
| Länge                 | 15,10 m                                                             |
| Spannweite            | 15,33 m                                                             |
| Höhe                  | 4,92 m                                                              |
| Flügelfläche          | 29,10 m²                                                            |
| Flügelstreckung       | 8,1                                                                 |
| Leermasse             | 3590 kg (Passagiervers.), 3393 kg (Frachtversion)                   |
| max. Startmasse       | 5900 kg (P2: 5670 kg)                                               |
| Reisegeschwindigkeit  | 411 km/h                                                            |
| Höchstgeschwindigkeit | 460 km/h                                                            |
| Dienstgipfelhöhe      | 6550 m (21.490 ft)                                                  |
| Reichweite            | 1964 km                                                             |
| Triebwerke            | zwei Propellerturbinen Pratt & Whitney Canada PT6A-34 mit je 559 kW |